# Гур'євськ (Кемеровська область)
Гу́р'євськ (рос. Гурьевськ) — місто, центр Гур'євського округу Кемеровської області, Росія.

## Населення
Населення — 24817 осіб (2010; 27381 у 2002).